# سيكو سوماه
سيكو سوماه هو لاعب كرة قدم غيني، ولد في 18 أغسطس 1974. لعب مع فيلم 2 تيلبورغ.